# La Rinconada de la Sierra
La Rinconada de la Sierra is een gemeente in de Spaanse provincie Salamanca in de regio Castilië en León met een oppervlakte van 13,06 km². La Rinconada de la Sierra telt 120 inwoners (1 januari 2016).

## Demografische ontwikkeling
Bron: INE, 1857-2011: volkstellingen